# 霍斯默 (南达科他州)
霍斯默（英語：Hosmer）是美国南达科他州下属的一座城市。根据2010年美国人口普查，该市有人口207人。论人口在本州排行第179。